# 宽缝碘泡虫
宽缝碘泡虫（学名：Myxobolus widisuturalis）为碘泡科碘泡虫属的动物。在中国，分布于四川等，营寄生生活，寄生在宽鳍鱲的鳃。